# Castillo de Palacios de la Valduerna
El castillo de Palacios de la Valduerna o castillo de los Bazán, como es conocido popularmente, es una fortaleza española situada en la villa de esta localidad, en la comarca de Tierra de La Bañeza, en León. Fue morada de los primeros Vizcondes de Palacios en el momento de mayor esplendor del señorío de los Bazán.
En conjunto, conformaba un trapecio irregular con una superficie de unos 600 m² y los materiales de construcción fueron piedras unidas con argamasa y ladrillos para las bóvedas de las torres. Contaba con dos entradas, una principal al oeste para el señor, de la cual quedan restos, y otra secundaria en el lienzo este para la servidumbre o los animales.
Con el tiempo el castillo cayó en desuso y ya en 1753, según el Catastro de Ensenada, la construcción estaba parcialmente derruida y se usaba para trabajar unos pequeños huertos. En 1906-1908, según el Catálogo Monumental de España obra de Manuel Gómez-Moreno, el edificio estaba en derribo, conservándose dos de los cubos (nordeste y suroeste), una galería de arcos al sur y una puerta con arco ojival al este. A mediados de siglo, la construcción se vio afectada por el Decreto de 22 de abril de 1949, por el cual todos los castillos de España quedaban bajo la protección del Estado independientemente de su estado de conservación.
Se conserva parte del lienzo oeste de la muralla y la torre que sirvió de hábitat. Esta presenta dos ventanales con arco de medio punto y bóveda de cañón en la techumbre, con un espesor de los muros de tres metros en las dos primeras plantas y de medio metro en la parte alta de la torre. La entrada se realiza por la planta baja y se asciende a través de una escalera interior. A pesar de la restauración llevada a cabo en 1982, gracias a la cual el propietario del inmueble la convirtió en vivienda, la asociación Hispania Nostra mantiene el castillo en su lista roja de patrimonio debido a la ruina progresiva que representan sus restos a excepción de la torre, y no es posible su visita al tratarse de una propiedad privada.